# Большой Улык
Большой Улык — деревня в Чернушинском районе Пермского края. Входит в состав Павловского сельского поселения. Основана в 1834 г.
Находится примерно в 10 км к востоку от центра города Чернушки.

## Население
По результатам переписи 2010 года численность населения составила 85 человек, в том числе 44 мужчины и 41 женщина.
В 2005 году численность населения составляла 60 человек.